# Take Back the Night
Take Back the Night is de elfde aflevering van het vierde seizoen van het tienerdrama Beverly Hills, 90210, die voor het eerst werd uitgezonden op 17 november 1993.

## Verhaal
Als John met Kelly naar bed wil gaan, weigert ze. Hij vat dit niet goed op en wordt boos. Kelly ontdekt dat hij enkel uit was op seks en dumpt hem. Hij probeert het later goed te maken, maar Kelly is niet geïnteresseerd. Als hij haar niet met rust wil laten, gooit Dylan een taart in zijn gezicht. John is razend en vertelt Dylan dat hij ten dode is opgeschreven.
Lucinda blijft met Brandon flirten. Hij vindt het niet gepast, maar houdt haar niet tegen. D'Shawn betrapt ze in de fitnessschool en chanteert Brandon in het afleggen van zijn examens. Brandon vindt het schandalig, maar vraagt Lucinda om advies. Zij vertelt hem dat hij ze beter kan afleggen, om problemen met professor Randall te vermijden. Brandon vindt het echter niet acceptabel en kondigt aan dat hij D'Shawns examens niet zal afleggen. Hij reageert dat Brandon zich in grote problemen verkeert.
Wanneer een sociale werkster naar de universiteit komt om te praten over verkrachting, wordt dit het gesprek van de school. Kelly vertelt haar verhaal over hoe zij een aantal jaar geleden bijna verkracht werd. Laura biecht op onlangs nog verkracht te zijn, maar durft niet te zeggen wie de boosdoener was. Ze geeft aan Kelly in vertrouwen toe dat dit Steve was en zegt het binnenkort in het openbaar aan te kondigen. Kelly is stomverbaasd en zegt dat het niet kan kloppen. Ze stapt op Steve af, die zelf zegt dat Laura degene was die dolgraag seks wilde. Uiteindelijk weet ze Laura ervan te overtuigen om niet openbaar te vertellen dat Steve haar heeft verkracht. Steve heeft inmiddels al wel de waarheid verteld aan Celeste met haar vreemd te zijn gegaan.

## Rolverdeling
- Jason Priestley - Brandon Walsh
- Shannen Doherty - Brenda Walsh
- Jennie Garth - Kelly Taylor
- Ian Ziering - Steve Sanders
- Gabrielle Carteris - Andrea Zuckerman
- Luke Perry - Dylan McKay
- Brian Austin Green - David Silver
- Tori Spelling - Donna Martin
- Carol Potter - Cindy Walsh
- James Eckhouse - Jim Walsh
- Joe E. Tata - Nat Bussichio
- Paul Johansson - John Sears
- Dina Meyer - Lucinda Nicholson
- Scott Paulin - Professor Corey Randall
- Tracy Middendorf - Laura Kingman
- Cress Williams - D'Shawn Hardell
- Jennifer Grant - Celeste Lundy
- Matthew Porretta - Dan Rubin
- Brooke Theiss - Leslie Sumner
- Andi Chapman - Angela Rhodes
- Robert Leeshock - Keith Christopher